# Mycolevis siccigleba
Mycolevis siccigleba är en svampart som beskrevs av A.H. Sm. 1965. Mycolevis siccigleba ingår i släktet Mycolevis och familjen Albatrellaceae.   Inga underarter finns listade i Catalogue of Life.